# (17129) 1999 JM78
A (17129) 1999 JM78 a Naprendszer kisbolygóövében található aszteroida. A LINEAR projekt keretében fedezték fel 1999. május 13-án.